# Kiscímer

A Magyar Királyság angyalos pajzstartókkal és a Szent Koronával ékesített kiscímere

A kiscímer olyan államcímer, mely a legfontosabb címert tartalmazza. Az uralkodó családok kiscímere csak a szuverén fejedelmek által viselt kevésbé fontos címerek elhelyezésére szolgáló pajzs, mely általában megegyezik a családi címerrel. Sok esetben használták az udvari szállítók is. 